# Équipe de Chypre espoirs de football
Maillots
L'équipe de Chypre espoirs de football est une sélection de joueurs de moins de 21 ans chypriotes placée sous l'égide de la Fédération de Chypre de football.

## Histoire
Chypre a joué son premier match face à l'Espagne en 1978, à l'occasion d'un match qualificatif pour l'Euro espoirs 1980, Chypre réalise l'exploit de faire un nul vierge.
Chypre remporte sa première victoire officielle contre la France par deux buts à un dans le cadre des éliminatoires du Euro espoirs 1982.
En 2004, Chypre réalise sa plus belle performance en éliminatoires avec cinq victoires contre trois défaites, les chypriotes ne parviennent pas à se qualifier pour la phase finale car ils ont fini deuxième, derrière la France avec sept points de retard. La même année, Chypre a rejoint l'Union européenne, les clubs chypriotes ont ainsi profité de l'Arrêt Bosman pour faire venir des joueurs étrangers. Cela signifie que les jeunes joueurs chypriotes n'ont plus d'impact sur le championnat local et a donc également un effet négatif sur l'équipe espoirs.
Chypre n'a pas encore disputé de phases finales de l'Euro espoirs depuis son adhésion à l'UEFA.

## Bilan en compétitions UEFA
- 1980 : Non qualifié
- 1982 : Non qualifié
- 1984 : Non qualifié
- 1986 : Non qualifié
- 1988 : Non qualifié
- 1990 : Non qualifié
- 1992 : Non qualifié
- 1994 : Non qualifié
- 1996 : Non qualifié
- 1998 : Non qualifié
- 2000 : Non qualifié
- 2002 : Non qualifié
- 2004 : Non qualifié
- 2006 : Non qualifié
- 2007 : Non qualifié
- 2009 : Non qualifié
- 2011 : Non qualifié
- 2013 : Non qualifié
- 2015 : Non qualifié
- 2017 : Non qualifié
- 2019 : Non qualifié
- 2021 : Non qualifié
- 2023 : Non qualifié

## Effectif

### Sélection actuelle
Les joueurs suivants ont été appelés pour disputer les Éliminatoires du Championnat d'Europe de football espoirs 2023 lors de matches contre la Biélorussie, la Grèce et l'Islande les 1, 6 et 11 juin 2022.
Gardiens
- Andreas Chatzigavriil
- Stefanos Kittos

Défenseurs
- Christoforos Frantzis
- Andreas Karamanolis
- Strahinja Kerkez
- Alexandros Michail
- Thomas Nikolaou
- Konstantinos Sergiou

Milieux
- Charalambos Charalambous
- Vasilis Dimosthenous
- Stavros Gabriel
- Giannis Gerolemou
- Rafail Mamas
- Georgios Okkas
- Paris Polykarpou
- Loukas Sakka

Attaquants
- Andreas Katsantonis
- Daniil Paroutis
- Iasonas Pikis